# Nomada advena
Nomada advena là một loài Hymenoptera trong họ Apidae. Loài này được Smith mô tả khoa học năm 1860.